# Balikun-Springmaus
Die Balikun-Springmaus (Allactaga balikunica) ist eine Nagetierart aus der Gattung der Pferdespringer (Allactaga). Sie kommt in der Grenzregion zwischen der Volksrepublik China und der Mongolei vor.

## Merkmale
Die Balikun-Springmaus erreicht eine Kopf-Rumpf-Länge von 11,5 bis 13,2 Zentimetern mit einem Schwanz von 16,5 bis 19,0 Zentimetern Länge bei einem Gewicht von 65 bis 80 Gramm. Die Hinterfußlänge beträgt 57 bis 61 Millimeter, die Ohrlänge 31 bis 36 Millimeter. Das Rückenfell ist gelblich-braungrau und besitzt schwarze Streifen. Die Basis der Haare ist grau, das Zentrum gelb und die Spitze dunkelbraun. Der Rumpf ist etwas dunkler und die Körperseiten sind grau weißlich gefärbt. Der Bauch, die Vorderbeine und die Innenseiten der Hinterbeine sind weiß, die Rückseite der Hinterbeine ist sandgelb-grau. Der Schwanz besitzt eine wenig ausgeprägte Haarquaste, die Schwanzbasis ist unterseits nicht weiß.
| 1 | · | 0 | · | 1 | · | 3 | = 18 |
| 1 | · | 0 | · | 0 | · | 3 | = 18 |

Der Schädel hat eine Gesamtlänge von 30 bis 33 Millimetern. Er ist gebogen und an der Basis gerundet. Wie alle Arten der Gattung besitzen die Tiere im Oberkiefer pro Hälfte einen zu einem Nagezahn ausgebildeten Schneidezahn (Incisivus), dem eine Zahnlücke (Diastema) folgt. Hierauf folgen ein Prämolar und drei Molare. Im Unterkiefer besitzen die Tiere dagegen keinen Prämolar. Insgesamt verfügen die Tiere damit über ein Gebiss aus 18 Zähnen. Die Schneidezähne ragen über die sehr kurzen Nasenbeine hinaus. Die Paukenblasen sind etwas abgeflacht und haben unterseits einen deutlichen Abstand zueinander.

## Verbreitung
Die Balikun-Springmaus kommt in der Grenzregion zwischen der Volksrepublik China und der Mongolei vor. In der Volksrepublik China ist sie aus der Balikun-Region im autonomen Gebiet Xinjiang bekannt. In der Mongolei lebt sie in der Wüste Gobi im Bereich des Altai, der Alashan und Teilen der östlichen Gobi.

## Lebensweise
Die Balikun-Springmaus ist nachtaktiv und lebt in trockenen Wüsten- und Halbwüstenbereichen in steinigen und sandigen Gebieten mit geringer Vegetation. Sie ernährt sich von grünen Pflanzenteilen wie Blättern und Sprossen sowie von Wurzeln, Grassamen und Insekten. Sie ist Einzelgänger und lebt allein in einem Bau. Über die Fortpflanzung liegen nur wenige Informationen vor. Wahrscheinlich bekommen Balikun-Springmäuse ein- bis zweimal im Jahr Nachwuchs, eine Fortpflanzung im Mai ist dokumentiert. Der Wurf besteht aus einem bis drei Jungtieren.
Die Art kommt im Südosten der Mongolei parapatrisch mit der Gobi-Springmaus (A. bullata) vor.

## Systematik
Die Balikun-Springmaus wird als eigenständige Art innerhalb der Gattung der Pferdespringer (Allactaga) eingeordnet, die aus elf Arten besteht. Die wissenschaftliche Erstbeschreibung stammt von Hsia und Fang aus dem Jahr 1964, die die Art anhand von Individuen aus Xinjiang in China beschrieben. Zeitweise wurde die Art als Unterart der Gobi-Springmaus (A. bullata) eingeordnet, mit der sie nah verwandt ist.

## Status, Bedrohung und Schutz
Die Balikun-Springmaus wird von der International Union for Conservation of Nature and Natural Resources (IUCN) als nicht gefährdet (Least concern) eingeordnet. Begründet wird dies mit dem großen Verbreitungsgebiet und den angenommenen großen Beständen der Art, teilweise auch in Schutzgebieten. Potenzielle bestandsgefährdende Faktoren für diese Art sind nicht bekannt.

## Belege
1. 1 2 3 4 5 6 7  Andrew T. Smith: Balikun Jerboa. In: Andrew T. Smith, Yan Xie: A Guide to the Mammals of China. Princeton University Press, Princeton NJ 2008, ISBN 978-0-691-09984-2, S. 199.
2. ↑  Andrew T. Smith: Family Dipodidae / Subfamily Allactaginae. In: Andrew T. Smith, Yan Xie: A Guide to the Mammals of China. Princeton University Press, Princeton NJ 2008, ISBN 978-0-691-09984-2, S. 198–199.
3. 1 2 3 4  Allactaga balikunica in der Roten Liste gefährdeter Arten der IUCN 2014.3. Eingestellt von: D. Avirmed, S. Shar, D. Lkhagvasuren, A.T. Smith, 2008. Abgerufen am 4. Juli 2015.
4. 1 2   Allactaga balikunica (Memento vom 5. Juli 2015 im Internet Archive). In: Don E. Wilson, DeeAnn M. Reeder (Hrsg.): Mammal Species of the World. A taxonomic and geographic Reference. 2 Bände. 3. Auflage. Johns Hopkins University Press, Baltimore MD 2005, ISBN 0-8018-8221-4.